# Liste du patrimoine immobilier classé de Gedinne
Cette page regroupe l'ensemble du patrimoine immobilier classé de la ville belge de Gedinne.
| Objet                                                 | Année de construction / Architecte | Adresse             | Section communale   | Coordonnées                      | Numéro d’inventaire | Illustration                                          |
| ----------------------------------------------------- | ---------------------------------- | ------------------- | ------------------- | -------------------------------- | ------------------- | ----------------------------------------------------- |
| Petite Fagne sur le plateau de la Croix-Scaille       |                                    |                     | Bourseigne-Neuve    | 49° 57′ 12″ nord, 4° 50′ 44″ est | 91054-CLT-0001-01   | Image manquanteTéléverser                             |
| Habitation rurale dite le Château (Château de Rienne) |                                    | Rue L. Demars, n° 1 | Rienne              | 49° 59′ 36″ nord, 4° 53′ 20″ est | 91054-CLT-0004-01   | Habitation rurale dite le Château (Château de Rienne) |
| Ensemble formé par le moulin à eau et ses abords      | 1818                               |                     | Louette-Saint-Denis | 49° 57′ 46″ nord, 4° 57′ 08″ est | 91054-CLT-0005-01   | Image manquanteTéléverser                             |